# SuperCamp
SuperCamp est un programme international de camps d'été éducatifs fondé en 1982, qui initie les étudiants à l'apprentissage accéléré des compétences académiques et des compétences de la vie quotidienne. Le programme se déroule dans plusieurs endroits différents à travers le monde.
SuperCamp est géré par le Quantum Learning Network (en) (QLN), une organisation éducative basée en Californie. Le programme SuperCamp vise à enseigner aux étudiants des compétences qui rendront l'étude de n'importe quel sujet un processus plus rapide, plus facile, plus agréable et moins stressant. Le programme d’aptitudes à la vie quotidienne du camp est axé sur le développement des compétences en communication, l'établissement de relations personnelles plus solides avec la famille et les amis, le développement du travail d'équipe et des capacités de leadership, l'accroissement de la créativité et de la capacité de résolution de problèmes et l'établissement d'objectifs clairs. Le camp utilise des métaphores comme par exemple avec un parcours de cordes en plein air et des exercices de bris de planches pour aider les élèves à développer des stratégies pour surmonter les obstacles à la réussite,.

## Histoire
La présidente du QLN, Bobbi DePorter (en), a d'abord étudié les méthodes d'apprentissage accéléré avec le docteur Guéorgui Lozanov dans les années 1970. Ces méthodes sont devenues la base du programme SuperCamp que DePorter a cofondé au début des années 1980 avec Eric Jensen et Greg Simmons et développé avec son mari et partenaire, Joe Chapon. Le premier SuperCamp a eu lieu en 1982 à Kirkwood Meadows, en Californie.
Depuis, le programme s'est développé rapidement. À l'heure actuelle, des camps sont organisés chaque été sur plusieurs campus universitaires à travers les États-Unis, notamment à l'Université de Stanford, l'UCLA, l'université Loyola Marymount, l'UC Berkeley, l'université Wake Forest, l'université Loyola de Chicago, l'université d'État de Kent, l'université du Sud de la Floride et l'université Brown.
Le SuperCamp a été organisé pour la première fois en dehors des États-Unis en 1990 avec des camps à Moscou et Singapour. Le programme se déroule désormais chaque année dans divers pays d'Asie, d'Europe, d'Amérique centrale, d'Australie et d'Amérique du Nord. En 2019, le SuperCamp a organisé un programme à l'université Stanford pour 22 étudiants bermudiens.

## Programme d'études
Les programmes SuperCamp enseignent des compétences académiques telles que les stratégies quantiques, la prise de tests, la gestion du temps et les compétences organisationnelles, le Quantum Reading, qui est un cours de lecture rapide, le Quantum Writing, qui conçoit des méthodes pour surmonter le blocage de l'écrivain, la prise de notes, l'amélioration de la mémoire, les cours préparatoires aux SAT / ACT et les compétences de la vie quotidienne comme les « 8 Clés de l'Excellence »

## Niveaux du programme
Les programmes SuperCamp suivants sont menés aux États-Unis : 
- Forum junior – Camp de 7 jours, 11-13 ans ;
- Forum senior – Camp de 10 jours, 14-18 ans ;
- Équipe de direction – Camp de 10 jours au Forum senior pour les anciens diplômés de ce même programme uniquement, âgés de 15 à 18 ans ;
- Forum de leadership – Camp de 7 jours, 16-19 ans (pour les anciens diplômés de l'équipe de leadership uniquement) ;
- Quantum U – Camp de 8 jours, 18-21 ans.

Des variantes de cette structure existent en dehors des États-Unis afin de rendre le programme pertinent et approprié pour les élèves du système scolaire local dans chaque pays où se déroule le camp. Un programme « Forum des jeunes » pour les 8 à 10 ans était auparavant organisé aux États-Unis et continue d'être organisé à l'étranger.